# 衛尉寺
卫尉寺，中国古代官署，为九寺之一。
北齐设立卫尉寺，卫尉改称卫尉寺卿或卫尉卿，副官称卫尉少卿，隋唐两宋相沿。掌管仪仗帐幕，比秦汉时已成闲职。一直延续到南宋被并入工部。